# Ars (slang)
Ars (Hebreeuws: עַרְס), door de ajien (die wordt uitgesproken als een glottisslag) ook gespeld als ʿars (met een ʿ ervoor), is een denigrerende Hebreeuwse slangterm die is afgeleid van het Arabische woord voor 'pooier'. Het wordt doorgaans gebruikt om een bepaald etnisch stereotype aan te duiden: mannen uit een de lage klasse van Mizrachische komaf, die worden geassocieerd met een bepaalde macho-subcultuur. Een ars is grof, gebruikt vulgaire taal, gaat om met criminele types en draagt kitscherige kleding en opvallende sieraden. Kortom, de identificatie vindt plaats op grond van kleding en gedrag, maar is ook taalkundig en beroepsmatig bepaald. Het beeld bestond al bij de oprichting van de staat Israël.

## Etymologie
De term ars komt van het Arabische woord arts (Arabisch: عرص), wat letterlijk herder betekent, maar in de volksmond wordt gebruikt om te verwijzen naar pooiers (die prostituees 'hoeden').

## Achtergrond
De stereotiepe ars laat zich omschrijven als: gebrek aan onderwijs, omgang met criminelen, gewelddadig, luidruchtig, woonachtig in achterbuurten en opvallende 'ordinaire' kleding en sieraden.
Sommigen bestrijden het idee dat het om een racistische term zou gaan. Echter, alleen wanneer het niet om een Mizrachische man gaat, wordt de etnische achtergrond expliciet benoemd. In dit geval spreekt men bijvoorbeeld van een ars asjkenazi (ערס אשכנזי; Asjkenazische ars) of een ars rusi (ערס רוסי; Russische ars). Dit zou verklaren dat het stereotype van arsim (het meervoud) wel degelijk - in eerste instantie - geassocieerd wordt met Mizrachim, oftewel oosterse ('oriëntaalse') Joden. Wel wordt de term sinds de grote Russische migratiegolf van de jaren '90 steeds vaker gebruikt om Russische mannen uit de lage klasse of criminele circuit aan te duiden.
Af en toe wordt de term gefeminiseerd door het vrouwelijke achtervoegsel it toe te voegen. Arsit (ערסית) is echter nooit een gangbare term geworden. Het vrouwelijke equivalent van ars is immers frecha (פרחה), een vrouw die zich opzichtig kleedt, veel make-up draagt, lange en felgekleurde nagels heeft en daarnaast oppervlakkig en ongeschoold is.

## Media
Sinds de jaren '70 werden oosterse personages in diverse films standaard afgeschilderd als arsim. De manier waarop stand-up comedians het destructieve stereotype illustreerden, was een weerspiegeling van de Israëlische cultuur van die tijd. Al voor de oprichting van de staat Israël werden Joden uit de Arabische wereld gezien als onderontwikkeld en werden zij stelselmatig behandeld als de mindere.
In 1979 brak de Israëlisch-Jemenitische zangeres Ofra Haza definitief door met het nummer Shir hafrecha (Hebreeuws voor 'liedje van een sletje', in het Engels vaak vertaald als 'the bimbo song').
In 2014 werd de documentaireserie Arsim ufrechot (vrij vertaald: 'pooiers en sletjes') uitgezonden op de Israëlische televisie. Hierin werd onderzoek gedaan naar de sociale normen van Asjkenazische privileges versus de sociale marginalisatie van Mizrachische Joden in de Israëlische samenleving.
In het afgelopen decennium zijn er meerdere rechtszaken geweest waarbij werknemers hun werkgever voor de rechter sleepten nadat zij voor ars waren uitgemaakt. Telkens weer werd de racistische ondertoon door de rechters onderkend en daarmee de werknemers in hun gelijk gesteld.